# 2Б23
2Б23 «Но́на-М1» — российский буксируемый миномёт.
Разработан в ЦНИИ «Точного машиностроения». Производится на ОАО «Мотовилихинские заводы». Стоит на вооружении формирований ВС России.

## История создания
В 2000 году ГРАУ было выдано задание на разработку нового буксируемого миномёта под шифром «Нона-М1». Головным исполнителем было назначено ФГУП «ЦНИИТОЧМАШ». В миномёте было использовано баллистическое решение 2С9 «Нона-С», благодаря чему сохранилась возможность использования боеприпасов от орудия 2А51. Опорную плиту разрабатывало ФГУП «ЦНИИ „Буревестник“». Опытные образцы миномёта были изготовлены на ОАО «Мотовилихинские заводы».
В 2003 году миномёт 2Б23 прошёл приёмо-сдаточные испытания, после которых в конструкцию были внесены необходимые доработки. Была изменена конструкция упоров, а также конструкция обтюратора, аналогичная используемым в САО 2С31 «Вена».
В 2004 году с мая по сентябрь миномёт 2Б23 проходил предварительные испытания. Испытания проводились в Санкт-Петербурге на Ржевском полигоне. В 2005 году миномёт проходил государственные испытания, после которых были начаты работы по устранению замечаний и доработке конструкции. В 2007 году миномёт 2Б23 был принят на вооружение ВС России, после чего была изготовлена установочная партия миномётов.

## Описание конструкции
Основным предназначением 2Б23 является уничтожение живой силы противника, поражение легко бронированной и небронированной техники. Миномётом 2Б23 должны оснащаться миномётные батареи мотострелковых батальонов сухопутных войск. Также миномётом 2Б23 могут вооружаться парашютно-десантные подразделения ВДВ, так как 2Б23 имеет возможность десантирования на специальных платформах.
В состав 2Б23 входят пять основных элементов:
1. Ствольная часть;
2. Рама с казёнником;
3. Лафет с колёсным ходом;
4. Опорная плита;
5. Прицел МПМ-44М.

Основными элементами ствольной части 2Б23 являются:
1. Ствол;
2. Стопор;
3. Затвор;
4. Шкворневая лапа;
5. Удержник.

Ствол миномёта нарезной с постоянной крутизной. Количество нарезов — 40. В казённой части ствола расположена цилиндрическая камора с обтюрирующим скатом. Для сцепления миномёта с автомобилем при буксировке на дульной части ствола имеется специальная лапа. Для соединения ствольной части с казёнником и крепления затвора с удержником на казённой части ствола установлена обойма.
С помощью затвора производится запирание ствола, осуществление выстрела, а также досылание выстрела в канал ствола. В основные элементы затвора входят: скалка, боёк, механизм досылания, механизм блокировки, обтюратор.
В единое целое 2Б23 объединяет рама с казёнником. Конструкция представляет собой ложе, в котором установлен ствол. Ложе соединяется с рамой цапфами. На раме крепится стопор со штангой. Для перезарядки ствол проворачивается в ложе по вертикали и устанавливается в горизонтальное положение. Механизм открывания активирует боевую плитку. Для осуществления удара по бойку в боевой плитке размещён ударный механизм. Для приведения ударно-спускового механизма в действие на 2Б23 установлен проворачивающийся рычаг.
Конструкция двуноги-лафета имеет торсионную подвеску и соединяется с рамой. На двуноге-лафете размещены механизмы наведения. За счёт перемещения в горизонтальной плоскости штанг имеется возможность изменения колеи колёсного хода миномёта. Опорная плита 2Б23 представляет собой модифицированную плиту миномёта 2Б11, входящего в состав комплекса 2С12 «Сани».
Для наведения миномёта используется модифицированный миномётный прицел МПМ-44М. Конструкция МПМ-44М состоит из двух основных элементов механизма наведения и визира. Для использования с орудийным коллиматором К-1 сетка прицела имеет коллиматорную шкалу. Для подсветки сетки прицела имеется прибор ЛУЧ-ПМ2М.

### Боеприпасы
Миномёт 2Б23 может использовать все типы артиллерийских мин калибра 120 мм, кроме того, в номенклатуру используемых боеприпасов входит бо́льшая часть выстрелов с готовыми нарезами для орудий семейства «Нона».
| Таблица ТТХ выстрелов, используемых миномётом 2Б23                        |                    |                        |                                  |                               |                        |
| Индекс                                                                    | Масса выстрела, кг | Дальность стрельбы, км | Площадь поражения живой силы, м² | Площадь поражения техники, м² | Бронепробиваемость, мм |
| Выстрелы семейства орудий «Нона»                                          |                    |                        |                                  |                               |                        |
| Осколочно-фугасные                                                        |                    |                        |                                  |                               |                        |
| 3ВОФ49                                                                    |                    | 0,9—8,8                |                                  |                               | —                      |
| 3ВОФ54                                                                    | 19,8               | 0,9—8,8                | 2200                             | 2100                          | —                      |
| 3ВОФ54-1 (с дистанционным радиовзрывателем АР-5)                          | 19,8               | 0,9—8,8                | 4400—6600                        | 2100                          | —                      |
| 3ВОФ55 (активно-реактивный)                                               | 19,8               | 0,7—12,8               | 1800                             | 1700                          | —                      |
| 3ВОФ55-1 (активно-реактивный с дистанционным радиовзрывателем АР-5)       | 19,8               | 0,7—12,8               | 3600—5400                        | 3400—5100                     | —                      |
| 3ВОФ75                                                                    |                    | 0,9—8,8                |                                  |                               | —                      |
| Термобарические                                                           |                    |                        |                                  |                               |                        |
| 3ВОФ119                                                                   | 19,5               | 0,9—8,8                |                                  |                               | —                      |
| Управляемые снаряды и мины                                                |                    |                        |                                  |                               |                        |
| 3ВОФ112                                                                   | 25                 | 9—12                   |                                  |                               |                        |
| КМ-8 «Грань»                                                              | 27                 | 1,5—9                  |                                  |                               |                        |
| «Бета»                                                                    | до 16              | 0,5—7                  |                                  |                               |                        |
| Отечественные мины для 120-мм гладкоствольных миномётов                   |                    |                        |                                  |                               |                        |
| Осколочно-фугасные                                                        |                    |                        |                                  |                               |                        |
| 53-ВОФ-843Б                                                               | 16                 | 0,45—5,7               | 1500                             | 200                           | —                      |
| 3ВОФ53                                                                    | 16,1               | 0,45—5,7               | 2250                             | 1200                          | —                      |
| 3ВОФ57                                                                    | 16,1               | 0,45—5,6               | 1700                             | 700                           | —                      |
| 3ВОФ68                                                                    | 16,1               | 0,5—7,247              | 2250                             | 1200                          | —                      |
| 3ВОФ69                                                                    | 16,1               | 7,0                    | 1700                             | 700                           | —                      |
| 3ВОФ79                                                                    | 16                 | 0,5—7,1                | 1500                             | 200                           | —                      |
| Зажигательные                                                             |                    |                        |                                  |                               |                        |
| 3ВЗ4                                                                      | 16,3               | 0,45—5,7               | —                                | —                             | —                      |
| Осветительные                                                             |                    |                        |                                  |                               |                        |
| 3ВС24                                                                     | 16,3               | 1,0—5,4                | —                                | —                             | —                      |
| Дымовые                                                                   |                    |                        |                                  |                               |                        |
| 53-ВД-843                                                                 | 16,6               | 1,0—5,4                | —                                | —                             | —                      |
| 3ВД16 (дымо-курящая мина)                                                 | 16,1               | 1,0—5,4                | —                                | —                             | —                      |
| 3ВД17 (дымо-курящая мина)                                                 | 16,1               | 6,8                    | —                                | —                             | —                      |
| Некоторые зарубежные мины для 120-мм гладкоствольных и нарезных миномётов |                    |                        |                                  |                               |                        |
| Снаряды для нарезных миномётов типа RT-61                                 |                    |                        |                                  |                               |                        |
| Кассетные с КОБЭ                                                          |                    |                        |                                  |                               |                        |
| ACED                                                                      | 15,8               | 7,5                    |                                  |                               |                        |
| MKEK Mod 258                                                              | 23                 | 8,18                   |                                  |                               |                        |
| Осколочно-фугасные                                                        |                    |                        |                                  |                               |                        |
| PR-14                                                                     | 18,6               | 1,1—8,1                | 1290—1530                        |                               | —                      |
| PRAB                                                                      | 18,6               | 1,1—8,135              |                                  |                               | 8—15                   |
| MKEK Mod 209                                                              | 17                 | 8,18                   |                                  |                               |                        |
| PRPA (активно-реактивная мина)                                            | 18,7               | 1,1—13                 |                                  |                               | 12                     |
| APCM (активно-реактивная мина)                                            | 24,45              | 5,0—17,5               |                                  |                               | —                      |
| Осветительные                                                             |                    |                        |                                  |                               |                        |
| PRECLAIR                                                                  | 18,4               | 1,5—8,15               | —                                | —                             | —                      |
| MKEK Mod 236                                                              | 16                 | 8,132                  | —                                | —                             | —                      |
| Снаряды для гладкоствольных миномётов                                     |                    |                        |                                  |                               |                        |
| Кассетные с КОБЭ                                                          |                    |                        |                                  |                               |                        |
| MAT-120                                                                   |                    | 5,5                    | 2200                             | —                             | 150                    |
| Осколочно-фугасные                                                        |                    |                        |                                  |                               |                        |
| PEPA (активно-реактивная мина)                                            | 19,8               | 0,5—6,55               |                                  |                               | —                      |
| PEPA-LP (активно-реактивная мина)                                         | 13,42              | 1,2—8,95               |                                  |                               | —                      |
| M44/M66                                                                   | 13                 | 0,5—7,0                |                                  |                               | —                      |

## Операторы
- Россия — более 50 2Б23 на вооружении воздушно-десантных войск по состоянию на 2024 год[17].
- Беларусь — некоторое количество 2Б23[18].

### Сноски
1. ↑  Содержит два осколочный боевых элемента с инфракрасной головкой самонаведения.
2. ↑  Содержит 18 осколочных боевых элементов M85, оборудованных механизмом самоуничтожения.
3. ↑  Содержит 21 осколочный боевой элемент диаметром 37 мм каждый.